# سدم قنابي
السُدم القنابي (باللاتينية: Sedum bracteatum) نوع نباتي يتبع جنس السدم من الفصيلة المخلدية.

## الموئل والانتشار
موطنه المغرب العربي حيث ينتشر في ليبيا.

## مرادفات للاسم العلمي
- (باللاتينية: Sedum oligospermum Maire)